# Associació Americana de Psiquiatria
L'Associació Americana de Psiquiatria (American Psychiatric Association, en anglès, abreujat, APA) és una societat nacional mèdica especialitzada dels Estats Units els membres mèdics de la qual s'especialitzen en el diagnòstic, el tractament, la prevenció i la recerca de les malalties mentals incloent-hi els trastorns relacionats amb la narcodependència i el desenvolupament intel·lectual. Fundada el 1844, l'associació és l'organització de psiquiatria més gran del món. Actualment representa més de 36.000 psiquiatres dels Estats Units i del món. La casa editorial de l'associació, American Psychiatric Publishing, és l'editorial més gran del món de llibres, revistes especialitzades i multimèdia sobre la psiquiatria, la salut mental i la ciència del comportament.